# Cécile Lauru
Cécile Henriette Lauru, née le 29 juillet 1881 à Nantes et morte le 5 mars 1959 dans la 17e arrondissement de Paris, est une musicienne française dont l’œuvre et la vie sont liées aussi à la Roumanie, à la suite de son mariage avec l'intellectuel roumain  V. G. Paleolog.

## Biographie

### Famille et enfance

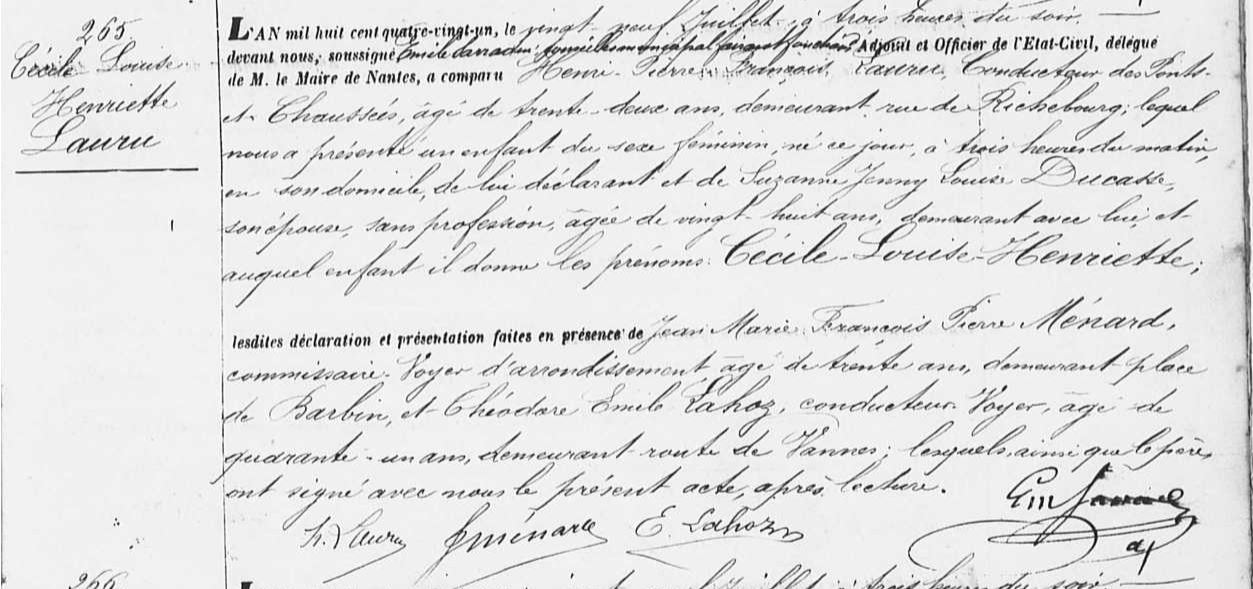
1881.07.29 - Acte de naissance de Cécile Louise Henriette Lauru.

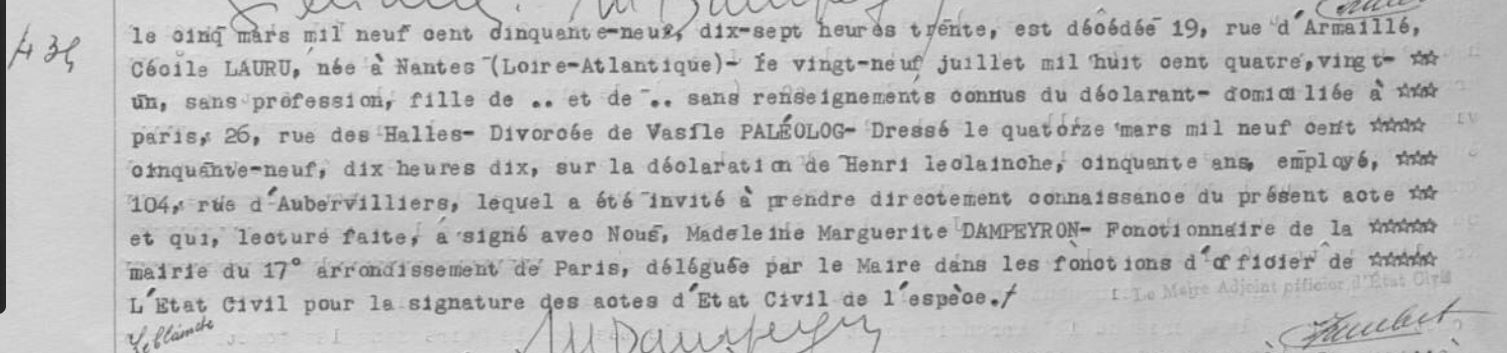
Acte de décès de Cécile Lauru.

Cécile Louise Henriette Lauru nait le 29 juillet 1881 à Nantes du mariage d'Henri Pierre François Lauru, conducteur des Ponts et Chaussées, et de Jenny Suzanne Louise Ducasse.
Issue d’un milieu protestant nantais, la jeune Cécile Lauru montre dès son enfance des aptitudes sérieuses pour la musique et se voue très tôt au piano, à l’orgue puis, plus tard, à l’alto et au violoncelle.

### Compositrice
La famille s’installant à Paris en 1899, Cécile Lauru approfondit non seulement l’étude de l’orgue au conservatoire national, mais également l’art de la composition et le contrepoint auprès de Charles Tournemire et de la Schola Cantorum qui venait d’être fondée. Ses débuts de compositrice sont appréciés et très vite la Société des compositeurs de musique l’inscrit parmi ses membres en 1906 et l’aide à publier quelques-unes de ses mélodies.
En 1903, à la suite d'un concours de circonstances, elle est recrutée en tant que Lehrerin und Erzieherin (enseignante et éducatrice) française auprès de la princesse Victoria-Louise de Prusse, fille de l’empereur Guillaume II. Pendant plus de 10 ans à la cour impériale allemande de Berlin et de Potsdam, elle a le privilège de jouer et de faire entendre ses propres œuvres. Sa collaboration artistique avec la princesse Feodora de Schleswig-Holstein-Sonderbourg-Augustenbourg (Fédora von Schleswig-Holstein alias F. Hugin), sœur cadette de l’impératrice, se concrétise par la publication de plusieurs lieder. Son service auprès de la cour impériale ayant pris fin en 1909, avec l’accord des autorités françaises et un large soutien privé, Cécile Lauru fonde un foyer d’accueil où « de jeunes Françaises employées à Berlin, trouveront un ″chez elles‶ et un lieu amical de causerie et d’intimité ». La Première Guerre mondiale stoppe net l’avenir de cet établissement et contraint Cécile Lauru à quitter l’Allemagne à l’automne 1914. 
En 1914, elle épouse Vasile Georgescu Paleolog connu sous le nom de V. G. Paleolog, intellectuel roumain. Elle unit alors son destin à la Roumanie. Pour encore quelques années à Paris, elle découvre grâce à son mari les ateliers des artistes de Montparnasse et se lie d’amitié tout particulièrement avec Constantin Brâncuși et Erik Satie
À partir de 1923, le couple et leurs trois fils s’installent en Roumanie. La découverte des travaux d’ethnomusicologie de l’époque, l’influence des motifs musicaux et des rythmes des Carpates enrichissent et revigorent aussi son écriture musicale. Le langage musical de Cécile Lauru arrive à maturité. Elle compose plusieurs Trios, dont La foire de Tismana (op. 53), une Sonate pour violon et piano (op. 40), ainsi que le poème symphonique Dimanche des Rameaux au monastère de Cozia (op. 54) dont les développements intègrent les systèmes modaux, rythmes et cadences de la musique traditionnelle roumaine,. Rien que par ce seul aspect, l’œuvre de Cécile Lauru peut être considérée comme inédite dans le paysage musical français. Elle donne des conférences sur Erik Satie et sur la musique française moderne et saisit toutes les occasions pour jouer et faire entendre ses créations. Le Poème symphonique sera interprété par l’orchestre philharmonique d'État « Oltenia » en 1974. 
Après la Seconde Guerre mondiale, malgré l’accueil chaleureux dont elle bénéficie dans le milieu musical roumain très francophile, à l’époque où la Roumanie est totalement assujettie à l’Union soviétique, en tant qu’épouse de V. G. Paleolog et au regard de son propre passé, elle devra faire face à des contraintes et de nombreux désagréments. La musique restera son seul refuge. Elle parvient à obtenir un visa pour la France en 1959. 
Mais trois jours après son arrivée à Paris, elle meurt à 77 ans, à l'hôpital Marmottan, victime d’un accident avenue des Champs-Élysées. S’accomplit ainsi son vœu, plusieurs fois exprimé, de finir ses jours en France.

## Œuvres
Partitions musicales publiées :
- Communion (poésie de Léonce Depont), Éd. F. Durdilly, Paris, 1901 (OCLC 843550143).
- Drossellied et Zwei Lieder (von F. Hugin) für eine Singstimme mit Begleitung des Pianoforte, Leipzig, Cologne, Berlin, Ed. N. Simrock, 1906.
- Nouveau-nés. Berceuse (poésie de A. Daudet), Éd. F. Durdilly, Paris, 1906 (?).
- Impressions brèves. Neuf mélodies pour une voix avec accompagnement de piano (poésies de Sully Prudhomme, Ronsard, A. Dorchain, Leconte de Lisle et Conrad F. Mayer), Éd. F. Durdilly, Paris, 1907 (OCLC 843550147).
- La douleur (poésie de Ch. Guérin), Éd. Hayet, Paris, 1908 (OCLC 843550145).

## Pour approfondir